# Импульсный разряд
Импульсный разряд — электрический разряд в диэлектриках или газах, вызванный мощным импульсом напряжения, длительность которого сравнима или меньше, чем характерное время установления стационарного режима горения.

## Физика разряда
Течение импульсного разряда принято делить на две фазы: предпробойную, определяемую так называемым временем запаздывания, и пробойную. При приложении к электродам пробойного напряжения проходит некоторое время прежде, чем это напряжение начинает падать в силу развития разряда и увеличения проводимости разрядного промежутка до величины проводимости внешней среды. Это время и называется временем запаздывания. В газах время запаздывания условно разбивают на статистическое время, определяемое средним временем, необходимым для появления в разрядном промежутке (обычно вблизи катода) хотя бы одного электрона, инициирующего электронную лавину, и время формирования пробоя.
Если образование затравочных электронов инициируется извне, статистическое время может быть незначительным по сравнению с временем формирования, в этом случае время запаздывания определяется характером ионизационных процессов в газе и зависит от величины превышения прилагаемого к электродам напряжения над пробойным напряжением, характеризующегося следующей величиной:
{\displaystyle \beta ={\frac {U-U^{*}}{U^{*}}}}
где {\displaystyle U} — прилагаемое напряжение, {\displaystyle U^{*}} — пробойное напряжение.
Если внешнее инициирование разряда отсутствует, то время формирования может быть незначительным по сравнению со статистическим временем. В этом случае время запаздывание определяется исключительно последним и может сильно варьироваться от импульса к импульсу. Это позволяет проводить измерение статистических свойств процесса появления затравочного электрона. Вероятность его появления обычно подчиняется экспоненциальному закону:
{\displaystyle N(t)=N_{0}\exp \left(-{\frac {t}{t_{s}}}\right)}
где {\displaystyle N_{0}} — общее число пробоев, {\displaystyle N(t)} — число пробоев, потребовавших для зажигания время {\displaystyle t} и больше, {\displaystyle t_{s}} — статистическое время.
В целом механизм формирования и процесс горения импульсного разряда в газах в значительной степени определяется тем, как развиваются первичные электронные лавины.
Так, если приложенное напряжение несильно превышает пробойное и инициирование разряда происходит одиночным электроном, появляющимся вблизи катода, то пространственный заряд не искажает внешнее поле, и разряд развивается за счёт вторичных электронных лавин, которые возникают при эмиссии электронов с катода при его бомбардировке образовавшимися ионами и фотонами. Такой механизм носит название таунсендовского и приводит к развитию либо тлеющего разряда (в газах низкого давления), либо к тлеющему, переходящему в искровой в газах более высокого давления.
При повышенных напряжениях ({\displaystyle \beta >0,2}) разряд развивается уже от первой электронной лавины. В этом случае существенным становится поле, создаваемое пространственным зарядом, и в направлении от катода к аноду быстро развиваются слабопроводящие плазменные филаменты — так называемые стримеры. На стадии формирования стримеры сливаются, образуя искровой канал.
Если разряд инициируется большим количеством равномерно распределённых электронов, то возможно существование режима, в котором электронные лавины взаимно перекрываются и образуется объёмный тлеющий заряд, переходящий через время порядка {\displaystyle 10^{-6}} с в искровой.

## Применение
Искровой разряд применяется в ряде технических приложений, в частности, для создания специальных источников света, в газоразрядной электронике, электротехнике и т. д.